# Rue de la Légion-d'Honneur (Saint-Denis)
Pour l’article homonyme, voir Rue de la Légion-d'Honneur.
La rue de la Légion-d'Honneur est une voie de communication de Saint-Denis.

## Situation et accès
Cette rue est desservie au sud par la station de métro Saint-Denis - Porte de Paris et au nord par la station Basilique de Saint-Denis, toutes deux sur la ligne 13 du métro de Paris.

## Origine du nom
Cette rue tient son nom de la Maison d'éducation de la Légion d'honneur, sise dans cette voie. La Légion d'honneur est un ordre national hiérarchisé créé par Bonaparte en 1802 pour récompenser les services civils et militaires.

## Historique
Cette rue a été ouverte en 1850 sur des terrains appartenant à un sieur Lanne, avocat, qui en 1830 acquit auprès d'un sieur Carruyer des terrains où il fit ouvrir un certain nombre de rues, dont celle-ci, et une autre qui porte son nom.
Le 30 janvier 1918, durant la Première Guerre mondiale, une bombe lancée d'un avion allemand explose rue de la Légion-d'Honneur sur la Maison d'éducation de la Légion d'honneur
Des fouilles archéologiques ont été menées en 2012 sur un site, localisé 250 mètres à l’est de la basilique, bordé au nord par le Croult, canal d’origine carolingienne. Des vestiges de fossés y témoignent de la limite entre le secteur religieux et le jardin particulier des moines (curticula fratrum), datant de la fin du IXe siècle.

## Bâtiments remarquables et lieux de mémoire
.
- Archives Municipales de Saint-Denis.
- Basilique de Saint-Denis.
- Maison d'éducation de la Légion d'honneur[6] et la chapelle, ancienne salle des gardes de l'aile Est, depuis 1829[7].
- Jardin de l'ancien Hôtel-Dieu.
- Musée d'Art et d'Histoire de Saint-Denis.